# 田名部駅
田名部駅（たなぶえき）は、かつて青森県むつ市にあった下北交通大畑線の駅（廃駅）。大畑線の廃止により2001年（平成13年）4月1日に廃駅となった。
なお、この項では駅舎を共用していたむつ市役所田名部連絡所（むつしやくしょたなぶれんらくじょ）、駅前にあるJRバス田名部駅についても記載する。

## 歴史
- 1939年（昭和14年）12月6日：国鉄大畑線の駅として開業[2]。当時の名称は本田名部駅であった[2]。
- 1948年（昭和23年）12月1日：当時の田名部駅が赤川駅に改称したのに伴い、本田名部駅から田名部駅に改称[2]。
- 1972年（昭和47年）3月15日：旅客扱いを日本交通観光社に委託。
- 1975年（昭和50年）1月23日：貨物扱いを日本交通観光社に委託。
- 1984年（昭和59年）2月1日：貨物および荷物扱い廃止[2]。
- 1985年（昭和60年）7月1日：大畑線の下北交通転換に伴い、下北交通大畑線の駅となる[2]。
- 1997年（平成9年）6月1日：むつ市役所柳町連絡所が田名部駅に移転の上、むつ市役所田名部連絡所となる。
- 2001年（平成13年）4月1日：下北交通大畑線廃止。
- 2004年（平成16年）4月1日：むつ市役所田名部連絡所廃止。
- 2008年（平成20年）：連合青森下北地協が管理する「むつ労働福祉会館」となる。

## 駅構造
- 廃止時は1面1線の単式ホームであったが国鉄時代は2面2線の相対式ホームだった。下北交通に転換されてから使われていたのは旧下り線で、旧上り線の線路部分は花壇になっていた。また旧上りホームも残っていた。
- 廃止時に至るまで社員配置駅で、駅舎には出札窓口とトイレ、むつ市役所田名部連絡所があった。
- 当駅の営業当時は、駅前から恐山行きのバスが発着していた。

## 駅周辺
- 青い森信用金庫下北営業部（旧：下北信用金庫本店）
- まさかりプラザ
- むつ来さまい館
- むつパークホテル
- むつ松木屋
  - スーパーさとちょう
  - レストラン Epic（エピック）
- 斗南温泉
- むつ矢立温泉

## 廃止後
むつ市役所田名部連絡所は駅舎をそのまま利用していたが、行政のスリム化に伴い廃止された。駅舎は2008年（平成20年）から、連合青森の下部組織である連合下北地域協議会が管理する「むつ労働福祉会館」となったが、のちに解体された。
田名部駅跡地について、むつ市は市内に分散し老朽化が進んでいる既存市営住宅10団地をPFI事業にて集約建替することを計画。2023年（令和5年）8月の完成を目標としている。駅跡地に残っていたホームは、この事業の進捗に伴い撤去された。
なお、駅と国道279号を結ぶ青森県道273号田名部停車場線は、駅の廃止後も認定が解除されずそのまま一般県道になっている。
備考
- 廃止代替バス（下北駅 - 大畑駅間）が田名部駅を経由していたが、のちに佐井線に編入され経由しなくなった。また恐山行のバスの発着地も下北駅へと移った。
- 連絡所前のロータリーは「かさまいロータリー」と名づけられていた。
- 駅前の広場にはむつ来さまい館が建つ。

## JRバス田名部駅
国鉄大畑線の名残で、駅前には今でもJRバス東北下北本線の田名部駅がある。2002年（平成14年）までは窓口業務を行っていた（末期はスワローツアー委託）。現在は待合室と乗務員休憩所のみ使用されている。
かつては、仙台発着の夜行特急バス「エクスノース」が運行されていた。

## 隣の駅
下北交通
大畑線
海老川駅 - 田名部駅 - 樺山駅